# Universidad de Nebraska-Lincoln
La Universidad de Nebraska–Lincoln (en inglés: University of Nebraska-Lincoln) es una institución apoyada por el estado y ubicado en Lincoln, Nebraska en los Estados Unidos. Muchas veces se refiere a la Universidad simplemente como Nebraska o UNL porque es el campus principal y el más grande en el sistema educativo de la Universidad de Nebraska. La Universidad de Nebraska en Lincoln fue fundada en 1869 como una universidad de cesión de terreno según el decreto Morrill. La Universidad tiene dos campus en Lincoln, el campus de la ciudad y el campus oriental. El campus oriental fue comprado originalmente para uso como un rancho. 
Los equipos de deportes de la Universidad se llaman los Cornhuskers. UNL es miembro del Big Ten Conference. Cuando los Cornhuskers juegan  fútbol americano en el Memorial Stadium, el estadio se convierte en la tercera ciudad más grande en el estado. 
El periódico estudiantil, llamado el Daily Nebraskan, tiene la  quinta tirada mayor que la de cualquier periódico en el estado.
- Datos: Q1353679
- Multimedia: University of Nebraska–Lincoln / Q1353679